# 887
887 (DCCCLXXXVII) je bilo navadno leto, ki se je po julijanskem koledarju začelo na nedeljo.

## Dogodki
- 1. januar

## Smrti
- 11. januar - Boson Provansalski, kralj Spodnje Burgundije (* ok. 841)